# Pętówka iberyjska
Pętówka iberyjska (Alytes cisternasii) – gatunek płaza bezogonowego z rodziny ropuszkowatych (Alytidae), endemit Półwyspu Iberyjskiego.

## Występowanie
Występuje w południowo-zachodniej i centralnej części Półwyspu Iberyjskiego, na terenie Hiszpanii i Portugalii.
Zamieszkuje na terenach lasów dębowych i dębu korkowego o glebach piaszczystych, w pobliżu cieków wodnych, unika obszarów zamieszkałych przez pokrewną pętówkę babienicę, która jest bardziej plastyczna środowiskowo.

## Opis
Niewielka ropuszka o długości do 5 cm. Ciało bardzo krępe, głowa duża z zaokrąglonym pyskiem. Oczy duże, tęczówka złota z czarną smugą. Widoczna błona bębenkowa. Skóra ziarnista z małymi brodawkami, czasami zgrupowanymi w rzędy. Mocne kończyny, na dolnej stronie stóp dwa guzki (modzele) (cecha ta odróżnia je od pętówki babienicy, która ma trzy modzele).
Ubarwienie grzbietu szarobrunatne, pokryte licznymi ciemniejszymi punktami, często z pomarańczowymi kropkami na środku. Brzuch białawy.

## Tryb życia
Pętówka iberyjska jest aktywna o zmierzchu i w nocy, w temperaturze od 10 do 15 °C i wilgotności od 90 do 100%. W lecie w okresach bezdeszczowych nieaktywna. Żywi się drobnymi bezkręgowcami: pająkami, muchami, mrówkami, drobnymi skorupiakami.
Rozród odbywa się w okresie jesiennym. Samiec nosi złożone jaja na swoim grzbiecie do momentu wylęgu, który odbywa się w wodzie przy temperaturze powyżej 3–4 °C.